# امبودیماندرسی
امبودیماندرسی (به لاتین: Ambodimandresy) یک سکونتگاه مسکونی در ماداگاسکار است که در سوفیا (ماداگاسکار) واقع شده‌است.

## خصوصیات
امبودیماندرسی ۱۰٬۰۰۰ نفر جمعیت دارد و ۲۸ متر بالاتر از سطح دریا واقع شده‌است.